# Rhain Dremrudd
Rhain Dremrudd (Reginus in latino e Reginald in inglese; fl. V secolo) era il figlio più anziano di Brynach Brycheiniog, a cui succedette sul trono del Brycheiniog, regno gallese altomedievale.

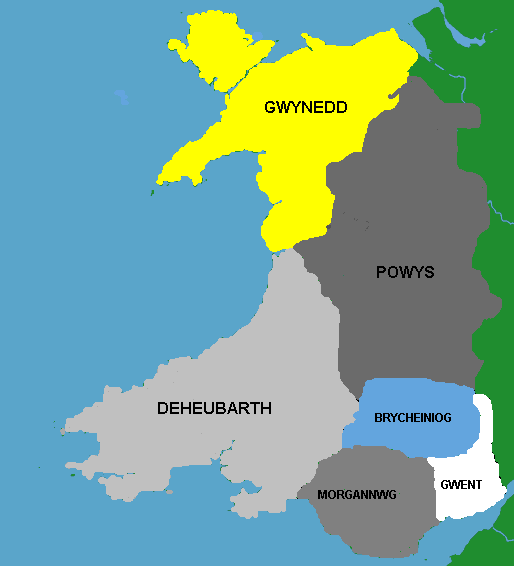
Regni medioevali del Galles

Nacque attorno al 442. Si sa poco del suo regno, ma è certo che fu un sovrano guerriero che espanse il proprio territorio. Morì nel tardo V secolo e fu sepolto a Llandyfaelog Fach. Gli succedette il figlio Rhigeneu. Andrebbe identificato con il Rhein "il Generoso", nonno materno di sant'Asafo (Asaph).